# Ozonolyse
Une ozonolyse est la réaction d'un alcène avec une molécule d'ozone.

## Historique
La réaction d'ozonolyse a été découverte par Harries en 1903. Elle a été largement utilisée pour localiser la position des doubles liaisons des composés éthyléniques dans les molécules organiques. Maintenant des techniques spectroscopiques permettent des analyses plus poussées avec des quantités de produit plus faibles, et sans dégradation. Cette réaction sert en synthèse organique, pour transformer des alcènes en cétone/aldéhyde/acide carboxylique/alcool.

## Mécanisme
Le mécanisme réactionnel admis a été proposé par Rudolf Criegee en 1953,,. Il est le suivant :
La molécule d'ozone réagit sur une double liaison carbone-carbone pour donner un molozonure, ou ozonure primaire. Cette réaction est une cycloaddition [3+2].
Ce molozonure, très instable, se réarrange en deux molécules qui réagissent l'une sur l'autre pour donner un ozonure secondaire.
L'ozonure, explosif, est en général traité aux environs de −80 °C (193 K), et se sépare en deux cétones ou aldéhydes, en fonction des substituants initiaux de l'oléfine, ainsi qu'un atome d'oxygène (qui pourra réagir avec les autres produits de réaction s'il n'est pas capté par un réducteur, souvent du diméthylsulfure qui sera oxydé en diméthylsulfoxyde (DMSO)).

## Précaution
L'ozone est un composé assez dangereux. D'une part il est toxique, et d'autre part explosif. Il faut donc veiller à l'utilisation d'une sorbonne bien ventilée, et capter les effluents à la source pour destruction. D'autre part, concernant le caractère explosif, il ne faut pas avoir de haute concentration en ozone, et donc éviter de trop refroidir le milieu réactionnel, ce qui a pour effet d'augmenter la solubilité de l'ozone dans le solvant (voire de liquéfier l'ozone, ce qui provoquerait une explosion).

## Ozonolyse des élastomères
C'est le craquelage d'élastomères par l'ozone, qui même à l'état de traces dans une atmosphère (urbaine ou industrielle notamment) va attaquer et casser certaines liaisons chimiques qui permettaient la cohésion d'élastomères sensibles, dont le caoutchouc naturel (latex polymérisé), le polybutadiène, styrène-butadiène et le caoutchouc nitrile.
Le craquelage par l'ozone crée de petites fissures typiques, à angle droit par rapport à la surface du polymère exposée au gaz. Les fissures croissent régulièrement et l'attaque se poursuit d'autant plus vite que des contraintes (tensions, compression ou tractions) sont exercées sur le polymère (pneu de vélo par exemple). Des additifs sont ajoutés au caoutchouc pour limiter le craquelage par l'ozone.
Le craquelage par l'ozone est un problème grave quand il affecte par exemple les durites ou conduites de carburants. Dans ce dernier cas, des fuites de gaz ou carburant peuvent conduire à des incendies ou des déversements de produits toxiques (essence, fuel dans le cas des véhicules). Le craquelage par l'ozone était autrefois communément observé dans les flancs des pneus, et l'est encore sur les pneus de cycles de mauvaise qualité. Il a été supprimé par des additifs dits "antiozonants", ou quand les teneurs en ozone ou la pollution de l'air par l'ozone est trop importante, on a remplacé les caoutchoucs sensibles par d'autres élastomères résistants tels que le néoprène, EPDM ou le Viton (fluoroélastomère). Les tapis monte-charge en caoutchouc, les courroies de caoutchouc et autres tuyaux en certains élastomères sont particulièrement vulnérables à ce craquelage lorsqu'ils sont stockés ou utilisés près de machines électriques ou d'alternateurs produisant de l'ozone.